# O Fim e o Princípio
O Fim e o Princípio é um filme documentário brasileiro dirigido por Eduardo Coutinho que se passa no sítio de Araçás, próximo à cidade de São João do Rio do Peixe, na Paraíba. Lançado nos cinemas em 2005, o filme foi produzido por Maurício Andrade Ramos e João Moreira Salles, com fotografia de Jacques Cheuiche, pesquisa e assistência de direção de Cristiana Grumbach, produção de Raquel Freire Zangrandi, e edição de Jordana Berg.
Eduardo Coutinho traz uma nova abordagem ao chegar no sertão sem personagens, locações, ou previsão do que iria gravar. Depois de uma breve pesquisa, a equipe conhece Rosilene Batista que a apresenta ao Sítio Araçás, uma comunidade onde vivem 86 famílias e seus moradores mais velhos, contarão suas histórias.

## Elenco
- Rosilene Batista de Souza
- Antônia Basília da Conceição
- Basilissa Amador
- Francisca Batista de Sousa
- Francisca Geralda de Abreu
- Francisco Alves Batista
- Francisco das Chagas Dantas
- Geraldo Raimundo do Nascimento
- Geraldo Timóteo
- José Amador Ribeiro Dias
- José Antônio de Souza
- José Batista de Sousa
- José Nunes do Nascimento
- José Rodrigues Sobrinho
- Josefa de Souza Maria
- Josefa Sousa de Abreu Oliveira
- Leocádio Avelino do Nascimento
- Luzia Batista de Sousa
- Maria Ambrosina Dantas
- Maria Batista de Sousa
- Maria das Dores Batista
- Maria do Socorro de Santana
- Maria Joana de Lima
- Maria Tavares Dias
- Raimundo Alexandre Batista
- Rita Maria do Nascimento
- Roza Lacerda da Silva

## Principais Prêmios[1]
Prêmio ACIE de Cinema 2006
Indicado na Categoria de Melhor Documentário.
Grande Prêmio do Cinema Brasileiro 2007
Indicado na Categoria de Melhor Documentário.
Prêmio Contigo 2006
Indicado na Categoria de Melhor Documentário, ganhador na categoria de Melhor Diretor em Documentário.